# Náměstí se znaky měst Ratiboř a Roth
Plac z herbami miast Raciborza i Roth, česky lze přeložit jako Náměstí se znaky měst Ratiboř a Roth, je malé kruhové náměstí v městské části Centrum města Racibórz (Ratiboř) v okrese Ratiboř v jižním Polsku. Náměstí leží u rybníka Staw miejski v městském parku Park im. Miasta Roth w Raciborzu a geograficky se nachází v nížině Ratibořská kotlina v regionu Horní Slezsko a ve Slezském vojvodství

## Historie a popis místa
Uprostřed vydlážděného náměstí je kruhová mozaika se znaky dvou spřátelených měst, kterými jsou místní Racibórz a německý Roth (Roth bei Nürnberg) v Bavorsku. Součástí náměstí je také mušle (přístřešek) vhodný pro umělecká představení a další akce. Náměstí, které nabízí vyhlídku na rybník s fontánami, vzniklo někdy před rokem 2010 a je jednou z ústředních dominant celého parku.

## Další informace
Místo je celoročně volně přístupné.

## Galerie

Plac z herbami miast Raciborza i Roth (číslo 5)
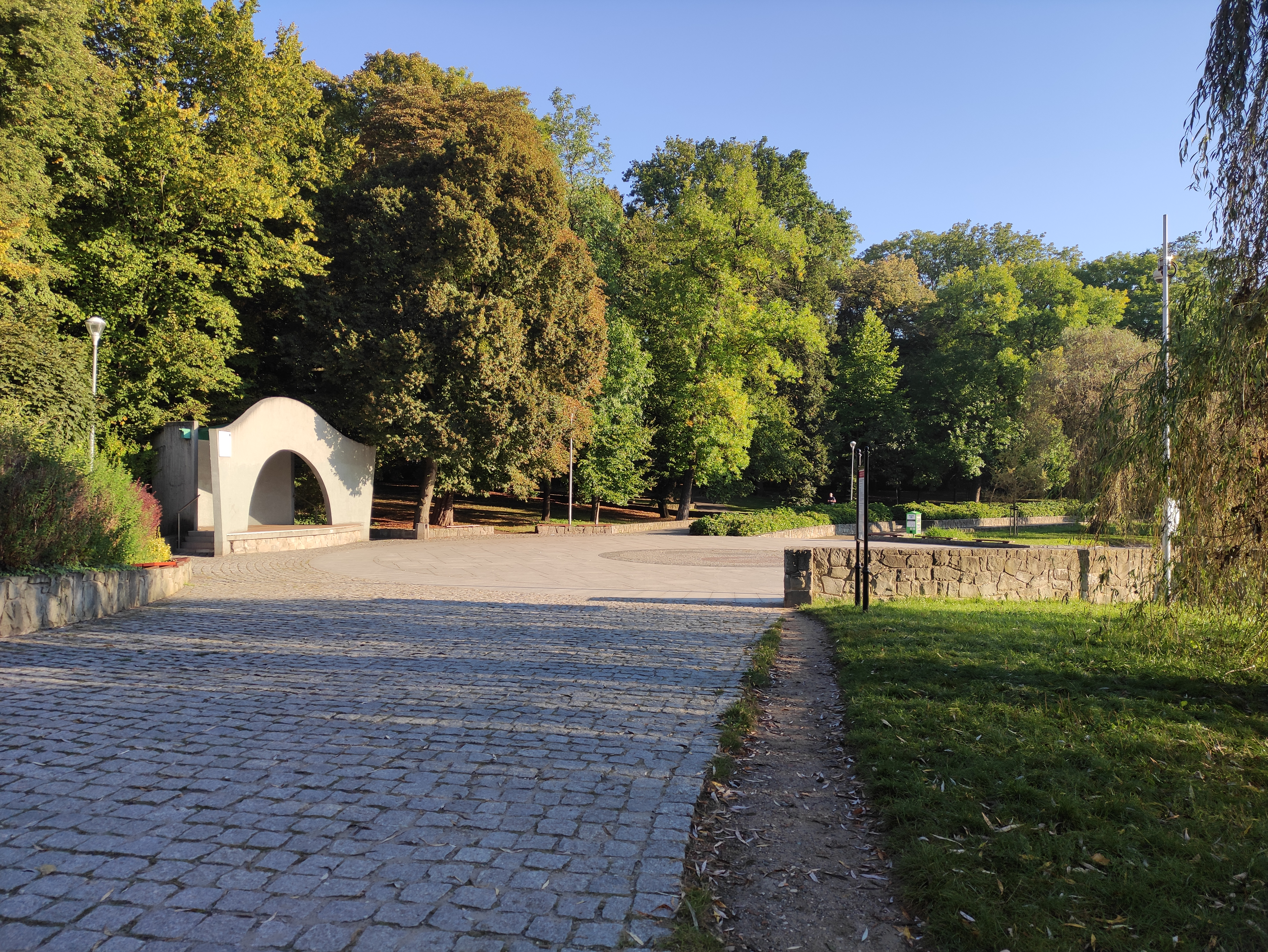
Mušle
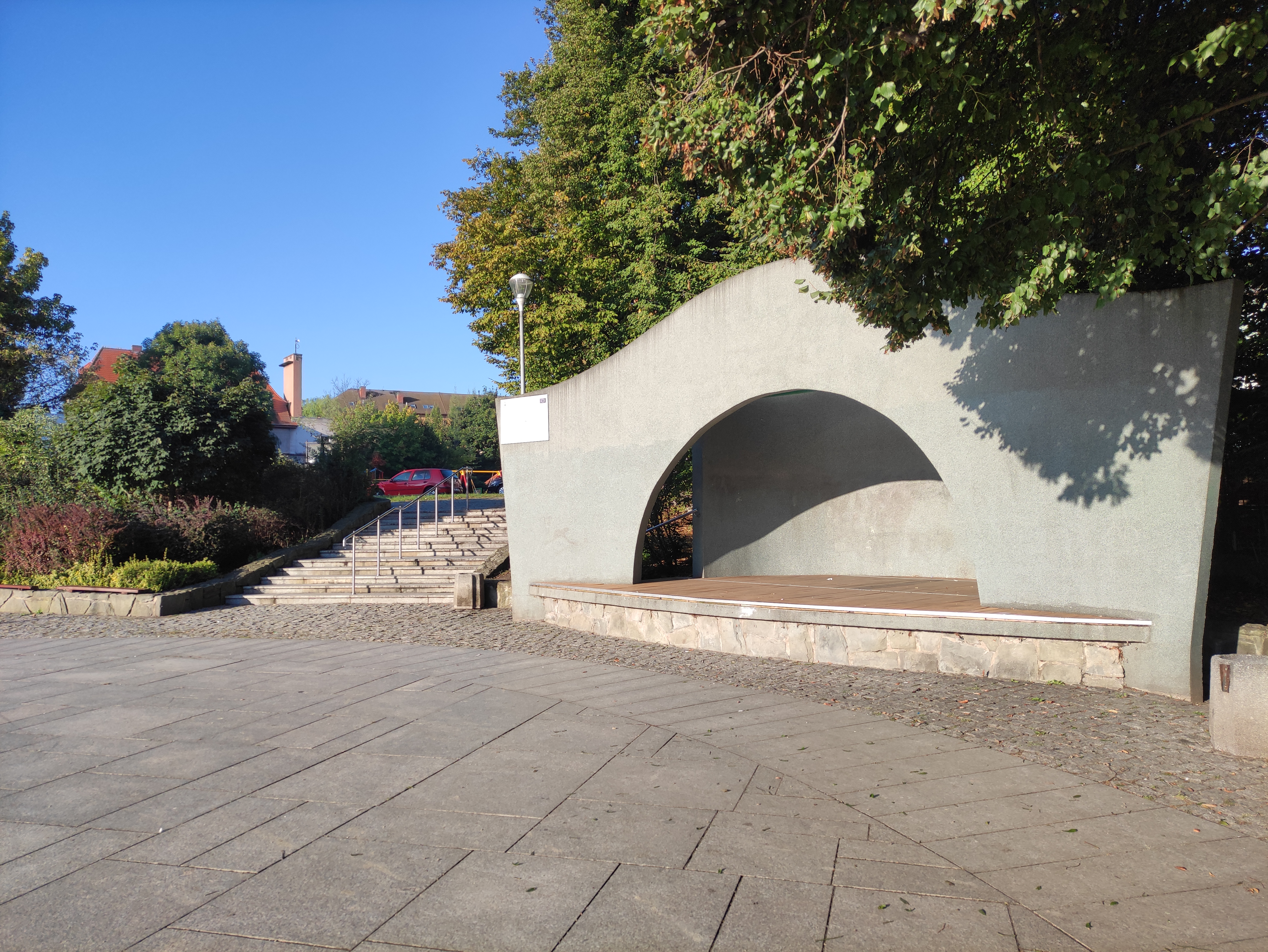
Mušle
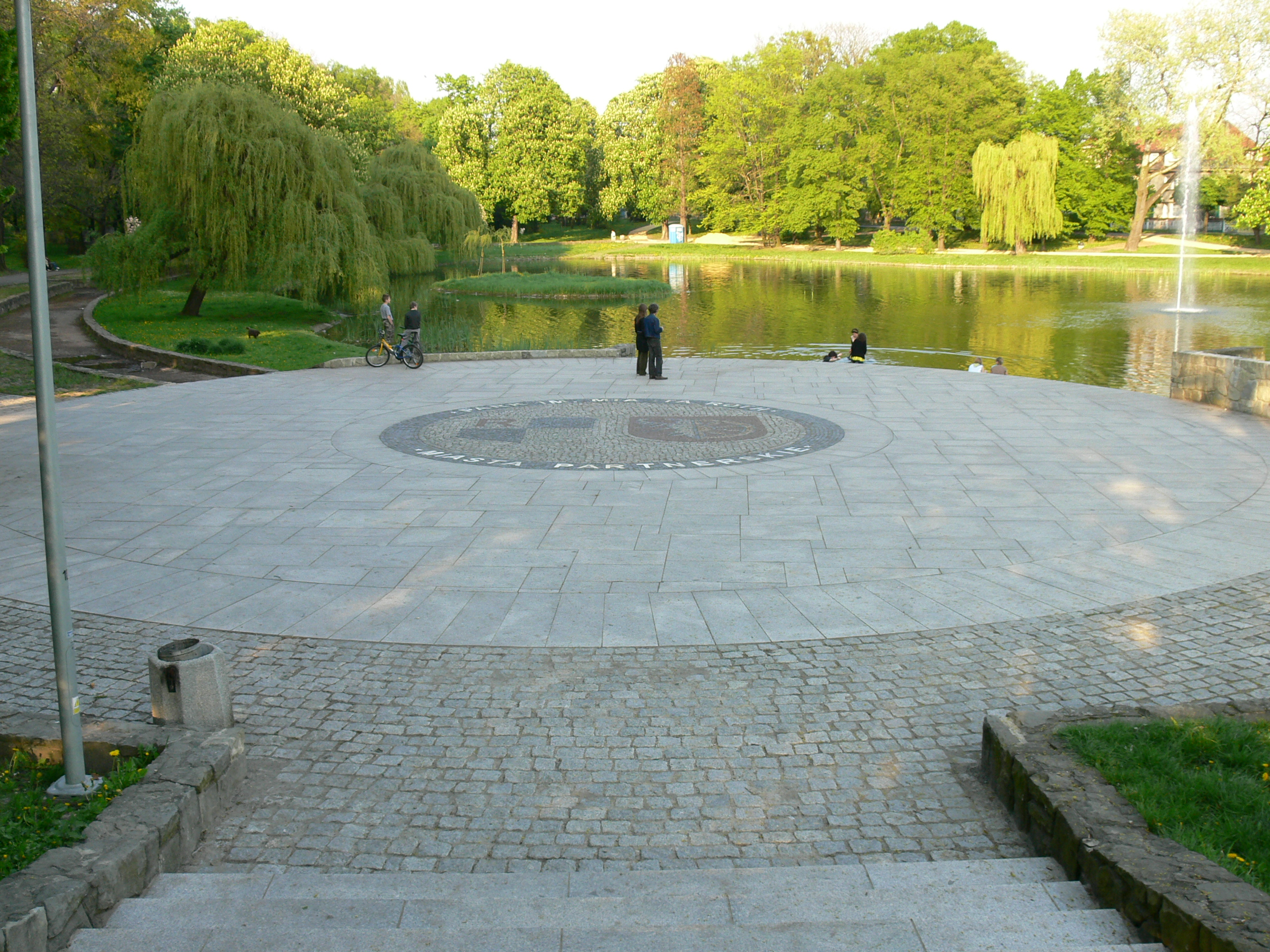
Mozaika a výhled na rybník